# Juan Robledo
Juan Orlando Robledo Bustos, kurz Juan Robledo (* 21. August 1979 in Santiago de Chile), ist ein ehemaliger chilenischer Fußballspieler. Seit 2025 ist er für den IFK Värnamo als Trainerassistent tätig.

## Sportlicher Werdegang

### Spielerkarriere
Juan Robledo begann mit dem Vereinsfußball in der Jugend von Audax Italiano La Florida und wurde hier 1999 Profifußballer. Nach vier Jahren bei Audax Italiano spielte er der Reihe nach bei den chilenischen Vereinen Unión San Felipe, CD Santiago Morning und CD Santiago Wanderers.
Im Sommer 2008 wechselte er nach Europa zum schwedischen Zweitligisten Mjällby AIF. Mit seiner Mannschaft wurde er in der Saison 2009 Meister und schaffte damit den direkten Aufstieg in die Fotbollsallsvenskan.
Zur Winterpause 2010/11 wechselte er zum türkischen Erstligisten Kasımpaşa Istanbul. Nach dem Abstieg in die TFF 1. Lig blieb er bei Kasımpaşa SK. Zur neuen Saison blieb er bei Kasımpaşa und erreichte mit diesem Verein nach dem Playoff-Sieg den indirekten Wiederaufstieg in die Süper Lig. 
Zum Sommer 2012 löste er seinen noch gültigen Vertrag nach gegenseitigem Einvernehmen auf und kehrte zu seinem früheren Verein Mjällby AIF zurück. Dort kam er jedoch nur zu wenigen Kurzeinsätzen. Anfang 2013 schloss er sich Östers IF an. Hier war er zu Beginn der Saison 2013 noch Stammkraft, kam im weiteren Saisonverlauf aber nur noch selten zum Einsatz. Am Saisonende musste er mit seiner Mannschaft absteigen. Anschließend heuerte er bei IFK Värnamo in der Superettan an. Im Jahr 2015 wechselte er zu FK Karlskrona in die vierte schwedische Liga, die Division 2. Nach drei Spielzeiten beendete er seine Laufbahn.

### Trainerlaufbahn
Nach dem Karriereende blieb Robledo in Schweden und arbeitete zeitweise als Jugendtrainer und Trainerassistent bei Mjällby AIF. Im Frühjahr 2025 schloss er sich als Assistent von Ferran Sibila dem Trainerstab seines Ex-Klubs und mittlerweile Erstligisten IFK Värnamo an. Nach sechs Niederlagen zum Auftakt der Spielzeit 2025 trennte sich der Klub von Sibila sowie dessen Assistenten Robin Asterhed und der in Besitz einer UEFA-Pro-Lizenz befindliche Robledo rückte in der Folge als Interimstrainer auf. Er holte in den folgenden beiden Ligaspielen einen Punkt und, nachdem mit Arne Sandstø ein neuer Cheftrainer verpflichtet worden war, arbeitete diesem wieder als Assistent zu.

### Erfolge
- Mit Kasımpaşa Istanbul:
  - 2011/12 Playoff-Sieger der TFF 1. Lig
  - 2011/12 Aufstieg in die Süper Lig